# Split/Second
Split/Second (en Europa lanzado como Split/Second: Velocity) es un arcade de carreras desarrollado por Black Rock Studio y publicado por Disney Interactive Studios para Microsoft Windows, PlayStation 3, y Xbox 360, aunque luego también sería portado a PSP. 
Revelados sus primeros datos en marzo de 2009, el juego sería lanzado finalmente en mayo de 2010.
Se esperaba un segundo título de la saga, pero debido al cierre de ambas compañías Black Rock Studio y Disney Interactive Studios se canceló el proyecto.

## Jugabilidad
En el juego formamos parte de los corredores que participan en un programa de televisión en el que deberemos labrarnos una buena fama como conductores para convertirnos en los ganadores del reality show Split/Second. 
Durante las carreras, los participantes han de competir para lograr llegar los primeros a la meta, para lo que contarán no solo con los potentes coches que se consiguen al ganar diferentes desafíos, sino también con las potentes "jugadas", una serie de explosiones que se pueden crear en el entorno al rellenar una barra que aumentará dependiendo de nuestra pericia al volante para evitar las jugadas de los demás corredores, nuestro control de los derrapes y los saltos. Con estas jugadas también se pueden provocar cambios de ruta y de sentido en el circuito al destrozar una gran cantidad de elementos en ellos si nuestro medidor es lo bastante potente. 
En el juego hay diferentes tipos de desafíos, como sortear las bombonas explosivas que nos lanza un camión durante una serie de rondas, eventos de eliminación en los que cada cierto tiempo se eliminará al último corredor, contrarrelojes en las que batir el tiempo sorteando las explosiones que se activarán en el entorno y sobrevivir al ataque aéreo de un helicóptero derribándolo. 
El mayor punto a destacar del juego en su puesta en escena es la espectacularidad de las explosiones que suceden a nuestro alrededor, algo de lo que eran conscientes sus desarrolladores, por lo que en las carreras apenas aparece el medidor de potencia, el número de vueltas y la posición en carrera para potenciar la potencia visual de su juego. También la división en capítulos como si se tratara de un reality show real emitiéndose en televisión, dividido en 12 episodios con 6 eventos distintos cada uno, siendo el último de ellos una carrera desbloqueable al conseguir créditos con el resto de eventos que nos clasificara en el programa para poder continuar en el siguiente episodio de Split/Second.
Por último, el juego cuenta con un modo de juego en pantalla dividida para dos jugadores y un modo en línea en el que convertirse en el número 1 de un ranking, aunque en este modo de juego por internet solo contaremos con 3 tipos de eventos, ya que varios de los que aparecen en el modo historia son imposibles de trasladar al juego en línea como un enfrentamiento directo entre distintos jugadores.

## Vehículos del juego
En el siguiente listado se encuentran los vehículos incluidos en el juego, que se dividen en 3 clases, Clase C, Clase B y Clase A, en la cual están diseñados en marcas ficticias de autos según a criterios del juego, que son en total 27 coches incluidos en el juego.

### Clase C
Los coches de la Clase C son de proporción estándar de manejo y de clase básica.
- Ryback Brawler
- Cobretti 455 GT
- Ryback Tornado
- Cobretti Iridium
- Hanzo Indus V8R
- Ryback Mohawk
- Ryback Bandit
- Cobretti GT RS
- Cobretti Nero GT400

### Clase B
Los coches de la Clase B proporcionan un alto estándar de manejo y de clase deportiva.
- Cobretti Vortex
- Hanzo GT
- Hanzo Bayonet R
- Cobretti GT500
- Elite S510
- Ryback Thunder
- Ryback Coyote

### Clase A
Los coches de la Clase A son clasificados como los coches de alta gama y de clase superdeportiva, también siendo los de alta precisión de manejo.
- Cobretti Slipstream
- Elite 440 Special
- Cobretti Cascade
- Cobretti 530 GTS
- Cobretti Pursuit
- Elite Goliath
- Ryback Cyclone RS
- Ryback Titan
- Hanzo FX350
- Ryback Firestorm
- Elite GT12

## Recepción
El juego recibió una respuesta positiva en general, y en los agregadores de críticas Metacritic y GameRankings obtiene una puntuación de 82 sobre 100 aproximadamente en todas sus versiones.

## Contenido descargable
El juego contó con varios DLCs o contenidos descargables, desde versiones mejoradas de los coches del juego o vinilos para ellos, hasta packs que comprar que incluían nuevos modos de juego, nuevos coches mucho más potentes que los incluidos en el juego o nuevos circuitos con nuevos retos.